# Liste des évêques de Port-Bergé
 (juin 2021).
Cet article présente la liste des évêques de Port-Bergé (Dioecesis Portus Bergensis).
L'évêché de Port-Bergé est créé le 18 octobre 1993, par détachement de celui de Mahajanga.

## Évêques
- 18 octobre 1993 - 15 décembre 2013[1] : Armand Toasy
  - 24 novembre 2008[2] - 15 décembre 2013 : Georges Varkey Puthiyakulangara (MEP) : évêque coadjuteur
- depuis le 15 décembre 2013[1] : Georges Varkey Puthiyakulangara (MEP)